# Microcyrtura oaxacensis
Microcyrtura oaxacensis är en tvåvingeart som beskrevs av Robinson 1964. Microcyrtura oaxacensis ingår i släktet Microcyrtura och familjen styltflugor. Inga underarter finns listade i Catalogue of Life.